# 藤原義子
藤原 義子（ふじわら の ぎし/よしこ、天延2年（974年） - 天喜元年（1053年）閏7月）は、平安時代中期から後期にかけての女性。太政大臣・藤原公季の長女で、母は有明親王女。一条天皇の女御。正二位。弘徽殿女御と呼ばれた。
長徳2年（996年）7月20日夕に入内し、8月9日に女御となる。8月20日に従三位、寛弘2年（1005年）1月10日に従二位、13日に正二位に昇った。万寿3年12月18日（1027年1月28日）に出家。天喜元年（1053年）閏7月に薨去。享年80。